# 矢島学
矢島 学（やじま まなぶ、1971年（昭和46年）9月28日 - ）は、日本テレビのエグゼクティブアナウンサー、記者（気象庁記者クラブ付防災報道担当）。

## 来歴・人物
長野県諏訪郡下諏訪町出身。長野県諏訪清陵高等学校、明治大学文学部史学地理学科卒業。1995年、日本テレビにアナウンサーとして入社。
同期の魚住りえ同様、フジテレビのアナウンサー試験も受験。魚住以外の同期にはアナウンサーとして入社、後に報道局社会部へ異動し後にフリーとなった町亞聖、元々記者として入社した近野宏明、下川美奈がいる。
「ヤッシー」の愛称で親しまれている。
2005年の横浜国際女子駅伝では、1号車の実況を担当。
2号車実況を務めた2006年の第82回箱根駅伝では、復路8区で脱水症状を起こし首位から4位に陥落するも最後まで走り続けた難波祐樹（順天堂大学）の様子を涙声になりながら伝えた。
2006年夏から2008年末まで、不定期で昼の報道特番『報道特捜プロジェクト』に、同年9月30日より2010年3月27日まで、土曜夕方のニュース番組『NNN Newsリアルタイム・サタデー』にレギュラー出演していた。2010年3月29日から現在まで『NNNストレイトニュース』を担当している。
プロレスリング・ノア中継など、長年プロレス実況でも活躍したが、2013年の夏をもってプロレス班を卒業し、以降は報道をメインに担当していることが元ノアの小橋建太のブログで明かされている。
2018年10月付で報道局兼務となり、気象庁担当記者としても活動。地震・気象災害発生時は気象庁の会見内容や発表されたデータを日テレNEWS24にて解説している。
春先には目が痛くなる等の自称「花粉症のような症状」に悩まされているが、「認めると負けたような気がする」という理由から、花粉症とは認めていない。

## 出演

### テレビ番組
太字は出演中
- スポーツ中継（箱根駅伝、杜の都駅伝など）
- 笑点（ローテーションで副音声解説担当）
- とんねるずの生でダラダラいかせて!!（進行、1998年7月 - 9月）
- NNNニュースダッシュ - メインキャスター
  - 日曜担当（2000年4月9日 - 2001年9月30日）
  - 土・日曜担当（2001年10月6日 - 2002年9月29日）
- あさ天5
- ジパングあさ6（お天気キャスターおよびコーナー担当）
- 報道特捜プロジェクト（キャスター）
- ミンナのテレビ（ミンテレオールスターズ）
- ワールド☆レコーズ（コーナー担当）
- Gyu!と抱きしめたい!→Kinki KidsのGyu!
- ピカイチ（リポーター）
- ジャパン☆ウォーカー（リポーター）
- 峰竜太のホンの昼メシ前
- ぐるぐるナインティナイン
- ダウンタウンのガキの使いやあらへんで!!
- 巨人中毒
- 投稿!特ホウ王国 - 当時、「栗間太澄」と称して毎回出てきたミスター・マリック（逆から読むと「くりまたすみ」）の番記者的存在であった。
- 世界の橋 BRIDES〜Spanning Place and Times〜（ナレーション、VHSビデオ、1999年発売、バップ）
- RD 潜脳調査室（第5話 格闘コミュ実況）
- NNNニューススポット
- ズームイン!!サタデー（2003年2月8日 - 2006年3月25日）- 総合司会
- NNN Newsリアルタイム・サタデー（メインキャスター、2006年10月7日 - 2010年3月27日）
- NNNストレイトニュース - メインキャスター
  - 月 - 金曜担当（2010年3月29日 - 2018年9月28日）
  - 月 - 水曜担当（2018年10月1日 - 2020年4月8日）
  - 日担当（2024年10月7日-）
  - 藤田大介の代理（2018年10月12日・11月1日・2日、2019年3月21日・22日・8月22日・23日・11月7日・8日、2020年4月9日、2022年12月21日、2025年2月11日・12日）
  - 森富美と共に隔週担当（2020年4月13日 - 6月12日）[9]
  - 月・火曜担当（2020年6月15日 - 2024年3月26日）
  - 山﨑誠の代理（2023年7月10日）
  - 日曜担当（2024年4月7日 - ）
  - 森富美の代理（2024年11月16日、2025年1月4日・2月1日）
  - 伊藤大海の代理（2025年2月21日）
- ご存じですか（不定期）
- みのもんたの人生相談デカ 〜おもいッきりテレビ殺人事件〜
- プロレスリング・ノア中継
- DON!（2010年9月30日・10月1日） - 岸田雪子（当時日本テレビ報道局記者）が日本テレビ労組のストライキにより休演したことに伴い「NEWSエクスプレス」のコーナーに岸田の代理として出演。
- スッキリ!!（2014年4月4日 - 2016年12月29日）- 金曜日ニュース担当
- 深層NEWS（金曜サブキャスター、2016年6月3日 - 2018年3月30日）
- NNNニュースサンデー（2022年3月6日 - 、不定期）
- NNNニュース&スポーツ（2022年12月28日 - 30日、2023年12月30日）- キャスター
- news every.
  - 年末年始版キャスター（2022年12月30日、2023年12月30日、2025年1月3日）
  - 土曜版キャスター（2024年3月2日・12月14日）[10]
- Going!Sports&News（2024年3月2日）- 杉原凜（ニュースコーナー）の代理

### テレビドラマ
- 花咲舞が黙ってない 第3シリーズ 最終話（2024年6月15日、日本テレビ）-　アナウンサー 役（声のみの出演）
- ノンレムの窓 2025・新春 『よーい、フィクション！』（2025年1月5日、日本テレビ）- アナウンサー 役